# Nickel von Köckritz
Nickel von Köckritz (auch Nicol, Niclas u. ä.; * um 1425 (?); † 1498 oder 1499) war kursächsischer und königlich-böhmischer Rat und Landvogt zu Meißen und der Niederlausitz.

## Leben
Nickel stammte aus der sächsischen Adelsfamilie von Köckritz.
Von 1465 bis 1472 war er Landvogt von Meißen, danach wichtiger geheimer Rat der sächsischen Kurfürsten Ernst und Albrecht, in deren Auftrag er nach Wien, Rom, Polen und Dänemark reiste.
Er trat auch als Gesandter des brandenburgischen Kurfürsten in Erscheinung.
1484 verkaufte von Köckritz den sächsischen Stammsitz Wehlen und erwarb kurz danach die Herrschaften Friedland, Schenkendorf und Lieberose in der Niederlausitz. Seit dieser Zeit war er als Rat des böhmischen Königs Matthias Corvinus tätig, für den er auch nach Mailand und in die Schweiz reiste. 1489 wurde Nickel von Köckritz Landvogt der Niederlausitz. Bereits nach Juli 1492 musste er das Amt wieder abgeben, Nachfolger wurde ein Vertrauter des neuen böhmischen Königs Vladislavs II. Nickel von Köckritz erwarb 1496 noch die Herrschaft Lübbenau und war damit der größte Grundbesitzer der Niederlausitz.
1499 wurde sein Erbe an seine sieben Söhne verlehnt, er muss kurz davor gestorben sein.